# Покрет светаца посљедњег дана
Покрет светаца посљедњег дана (енгл. Latter Day Saint movement), познат још и као покрет Смит—Ригдон (енгл. Smith–Rigdon movement), збирка је независних црквених група које вуку своје поријекло од хришћанског рестауратористичког покрета који је основао Џозеф Смит крајем 1820-их година.
Заједно, ове цркве имају преко 16 милиона сљедбеника, иако око 98% припада Цркви Исуса Христа свата посљедњих дана. Преовлађују теологија цркава покрета је мормонство, који себе види као обнављање ране хришћанске цркве на земљи; додатна доктрина цркве омогућава пророцима да примају и објављују савремена откровења.
Мањи дио сљедбеника, као што су припадници Заједнице Христове, била је под утицајем протестантских теологија док су задржала посебна вјеровања и праксе, укључујући континуирано откровење, отворени канон списа и изгадњу храмова. Друге групе укључују Остатак цркве Исуса Христа светаца последњих дана, која подржава линеарну сукцесију вођства од Смитових потомака, као и контроверзнију Фундаменталистичку цркву Исуса Христа светаца посљедњих дана, која заговара праксу полигамије.